# WAS-2107
Der ВАЗ-2107, deutsche Transkription WAS-2107, internationale Transkription VAZ-2107, ist eine Limousine der Schiguli-Reihe des Herstellers AwtoWAS aus Toljatti.

## Geschichte

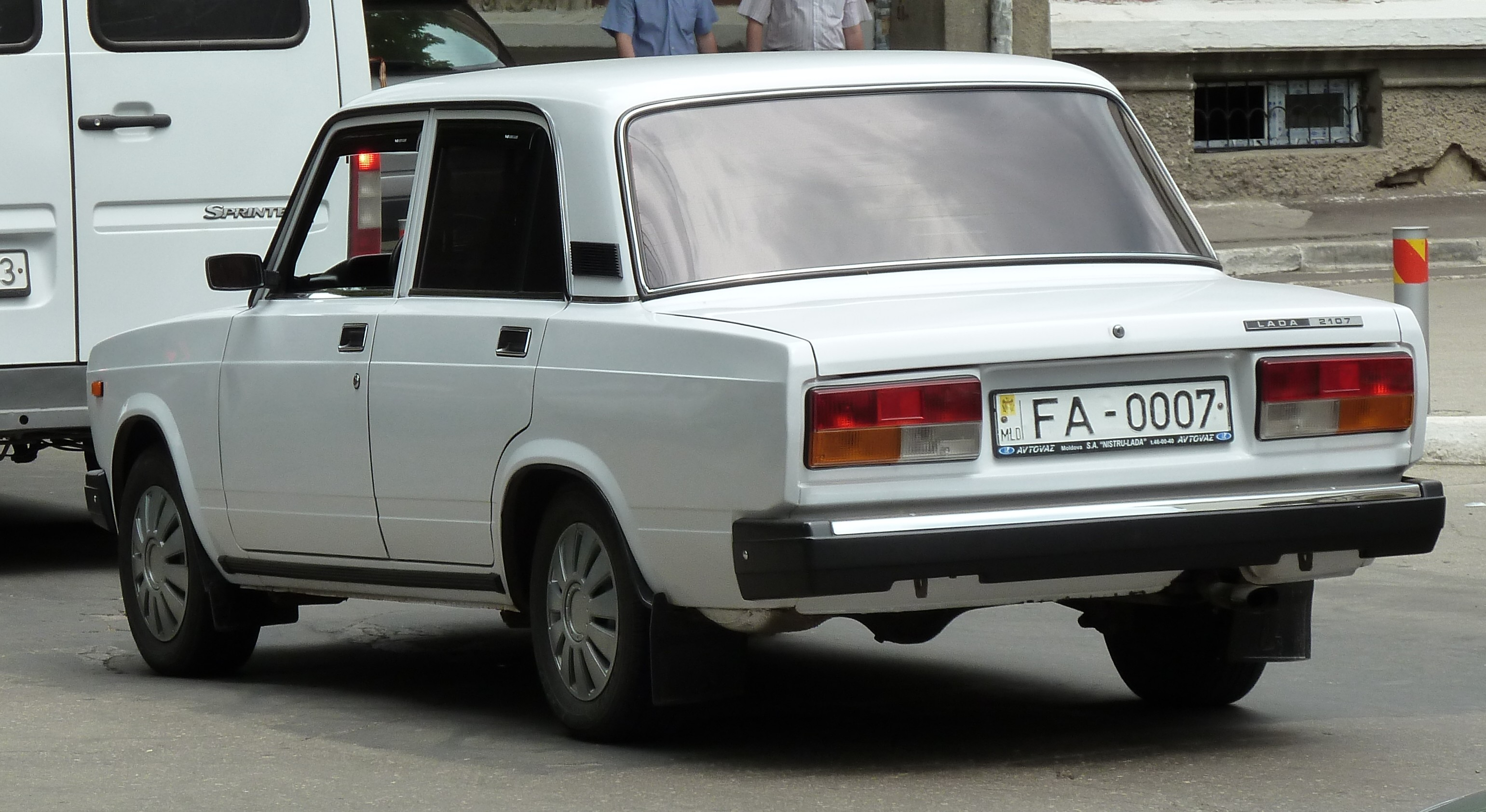
Heckansicht des WAS-2107

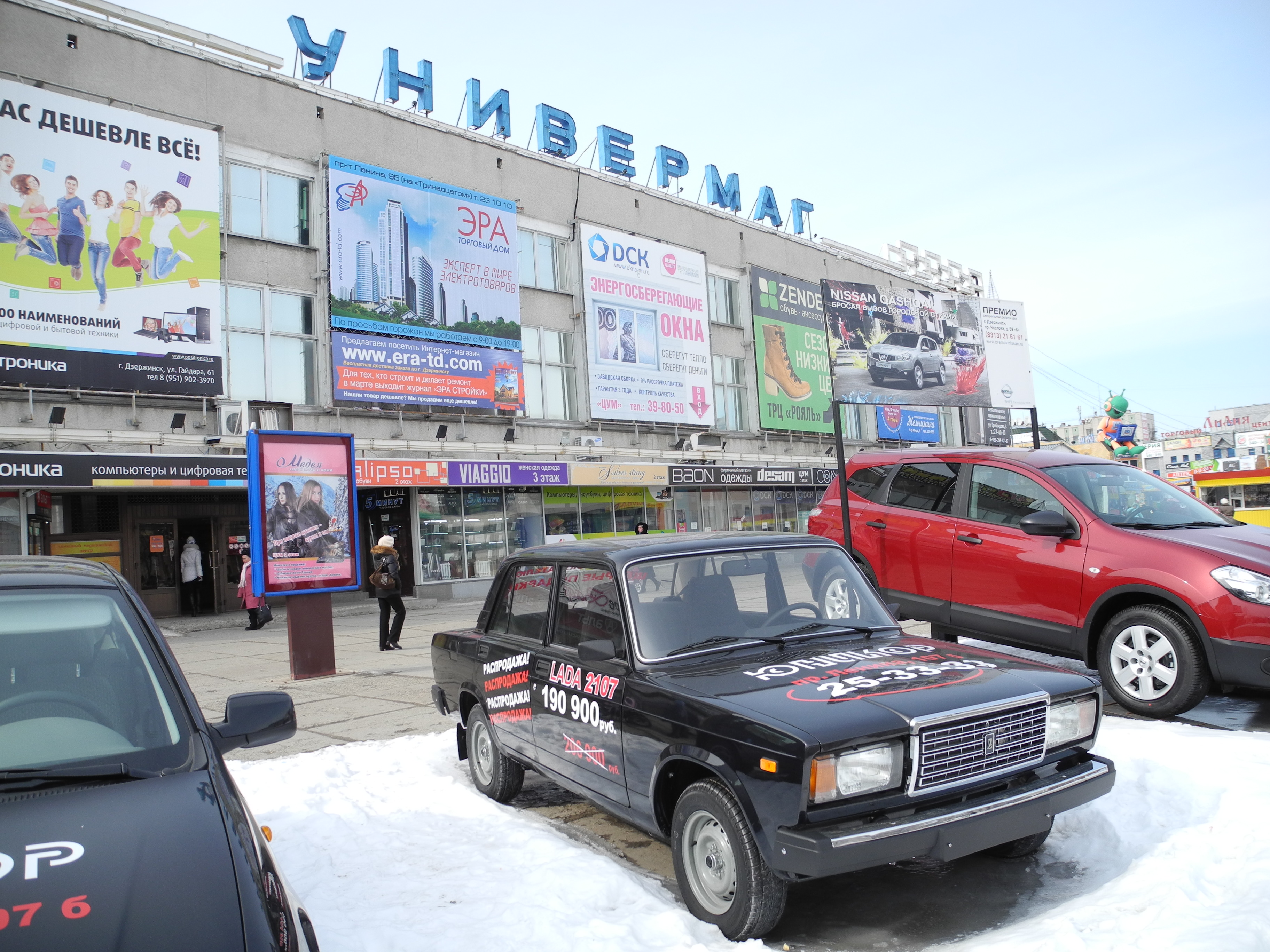
WAS-2107 als Neuwagen für 190.000 Rubel (Dserschinsk, 2012)

Zwischen 1982 und 2014 wurden an verschiedenen Produktionsstandorten insgesamt rund 3,1 Millionen Exemplare produziert. Hauptproduktionsstandort war lange Zeit Toljatti; am 16. April 2012 verkündete der Hersteller AwtoWAS ohne nähere Terminangabe den endgültigen Produktionsstopp – begründet wurde dies mit einem Einbruch der Nachfrage um 76 Prozent im Vergleich zum Vorjahr. Der letzte Produktionsstandort war „Lada Egypt“ in Ägypten; dieser brannte im August 2014 ab. Damit endete die Produktion des WAS-2107 endgültig. Der WAS-2107 war als luxuriöse Variante des Schigulis in der Modellpalette über dem WAS-2105 positioniert und bei seiner Markteinführung der leistungsstärkste Schiguli. Außerhalb der Sowjetunion wurde der Wagen meist unter dem Markennamen Lada verkauft. In Finnland bot der dortige Importeur Konela von 1984 bis 1986 eine Version des WAS-2107 mit Turbolader an.

## Baumuster
Es entstanden verschiedene Baumuster des WAS-2107, die sich vor allem durch die Motorisierung unterscheiden. Basismotor ist ein 1,5-Liter-Ottomotor.
- WAS-2107: Basismodell, 1,45-Liter-Motor
- WAS-21072: 1,3-Liter-Motor WAS-21011
- WAS-21079: Wankelmotor WAS-411-01
- WAS-21073: Exportmodell, 1,7-Liter-Motor mit Einpunkteinspritzung
- WAS-21074: 1,6-Liter-Motor WAS-2106
- WAS-21076: Exportmodell mit 1,45-Liter-Motor WAS-2103 (Rechtslenker)
- WAS-21077: Exportmodell mit 1,3-Liter-Motor WAS-2105 (Rechtslenker)
- WAS-21078: Sonderanfertigung mit 1,6-Liter-Motor WAS-2106 und Karosserie des WAS-2106, Innenraum entspricht WAS-2107; nur ein Exemplar gebaut.

Quelle

## Technische Daten
| Kenngrößen                    | ВАЗ-2107 |
| ----------------------------- | --- |
| Baujahr                       | 1982 |
| Masse, Fahrbereit             | 1030 kg |
| Maximal zulässige Gesamtmasse | 1460 kg |
| Länge                         | 4136 mm |
| Breite                        | 1620 mm |
| Höhe                          | 1446 mm |
| Radstand                      | 2425 mm |
| Wendekreisdurchmesser         | 11.500 mm |
| Bodenfreiheit                 | 160 mm |
| Motorbaumuster                | ВАЗ-2103 |
| Motorbauart                   | Reihenvierzylinderottomotor, Viertakt, freisaugend, flüssigkeitsgekühlt, Gegenstromzylinderkopf, längs über der Vorderachse eingebaut |
| Ventilsteuerung               | SOHC-Ventilsteuerung mit Zahnriemenantrieb, Ventilbetätigung über Stößel und Kipphebel                                                |
| Gemischaufbereitung           | 1 × Fallstromsregistervergaser Weber 32 DCR                                                                                           |
| Hubraum                       | 1452 cm³ |
| Nennleistung (DIN 70020)      | 55 kW (75 PS) bei 5600 min−1 |
| Max. Drehmoment (DIN 70020)   | 106 N·m (10,8 kp·m) bei 3500 min−1 |
| Höchstgeschwindigkeit         | 150 km/h |
| Beschleunigung, 0–100 km/h    | 17 s |
| Kraftstoffverbrauch           | 10 l/100 km |
| Kraftstoffbehältervolumen     | 39 l |
| Quelle                        | [ 6 ] |